# Zittig
Zittig (luxembourgeois : Zëtteg) est une section de la commune luxembourgeoise de Bech située dans le canton d'Echternach.